# Children
För andra betydelser, se Children (olika betydelser).
"Children" är en låt av den italienska trancekompositören Robert Miles, utgiven som första singeln från debutalbumet Dreamland i november 1995. Låten är Miles mest framgångsrika singel. Den certifierades guld och platina i flera länder och nådde topplaceringen i tolv länder.
Tidskriften Billboard attribuerar låtens stora succé till dess melodiska karaktär som utmärks genom ett "direkt igenkännbart" pianoriff (vilket ironiskt nog inte fanns med i låtens ursprungliga version).